# Allan Jacobsen
Pour les articles homonymes, voir Jacobsen.

a Compétitions nationales et continentales officielles uniquement.

b Matchs officiels uniquement.
Dernière mise à jour le 30 octobre 2013.
Allan Frederick Jacobsen, né le 22 septembre 1978 à Édimbourg, est un joueur de rugby à XV, qui a évolué avec l'équipe d'Écosse de 2002 à 2012, au poste de pilier. Il a joué toute sa carrière avec le club des Edinburgh Gunners.

## Biographie

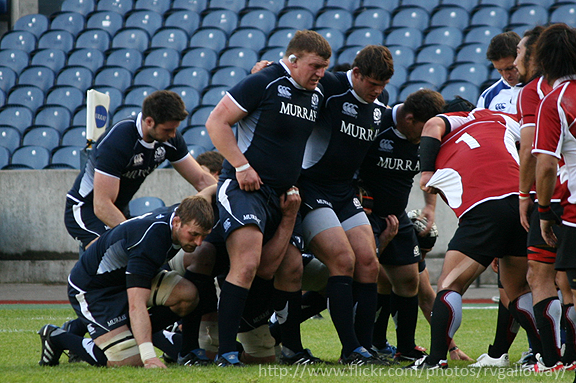
Allan Jacobsen aux côtés de Ross Ford avec l'équipe d'Écosse

Allan Jacobsen obtient sa première cape internationale le 15 juin 2002 contre l'équipe du Canada. Il participe à la Coupe du monde 2003 (1 match disputé). Il joue avec les Edinburgh Gunners en coupe d'Europe (6 matchs en 2004-05) et en Celtic League. En vue de la Coupe du monde, le sélectionneur du XV écossais, Andy Robinson, a interdit à cinq joueurs de jouer avec leur club respectif jusqu'à la fin de la saison. Cela concerne les deuxièmes lignes Richie Gray et Alastair Kellock, le troisième ligne John Barclay, le talonneur Ross Ford et Allan Jacobsen. Il annonce la fin de sa carrière internationale le 19 novembre 2012, après avoir joué son dernier match contre la Nouvelle-Zélande, sa 65e et ultime cape.

## Statistiques en équipe nationale
- 65 sélections (11 novembre 2012)
- Sélections par années: 2 en 2002, 1 en 2003, 7 en 2004, 3 en 2005, 3 en 2006, 8 en 2007, 10 en 2008, 6 en 2009, 10 en 2010, 12 en 2011 et 5 en 2012.
- Tournoi des Six Nations disputés: 2004, 2007, 2008, 2009, 2010, 2011 et 2012
- coupes du monde disputés: 2007 et 2011.